# ヤンニョムチキン
ヤンニョムチキン（韓: 양념치킨、英: yangnyeom chicken）は、コチュジャン、ニンニク、砂糖、その他の香辛料から作る甘辛いソース（ヤンニョム）で味付けされた韓国のフライドチキンの一種である。韓国では按酒としてよく食べられている。ニューヨーク・タイムズのグルメリポーターであるジュリア・モスキンは、ヤンニョムチキンを「韓国式フライドチキンの極致」と呼んだ。韓国外では韓国式フライドチキンとして知られている。

## 語源
韓国で「チキン」といえばローストチキンを指す場合もあるが、基本的にはフライドチキンを指す。「ヤンニョム」は「味付けされた」と訳される。そのため、ヤンニョムチキンは朝鮮語で「味付けされたフライドチキン」の意味になる。調味されていないものは鶏肉揚げ (닭고기 튀김)やフライドチキン (후라이드치킨)と呼ばれる。 

## 歴史
韓国では1970年代にフライドチキンが流行した。1977年には、韓国初のフライドチキン店「リムズチキン」がオープンしている。
ヤンニョムチキンの最初の考案者であるユン・ジョンゲは、自分の店で客の食べ残しを分析して考案したという。

## 主なフランチャイズブランド
- bb.q chicken
- BHC Chicken
- Bonchon Chicken
- Nene Chicken
- Pelicana
- KyoChon Chicken
- Crispy Chicken n' tomato（日本）